# Linie (Grafik)

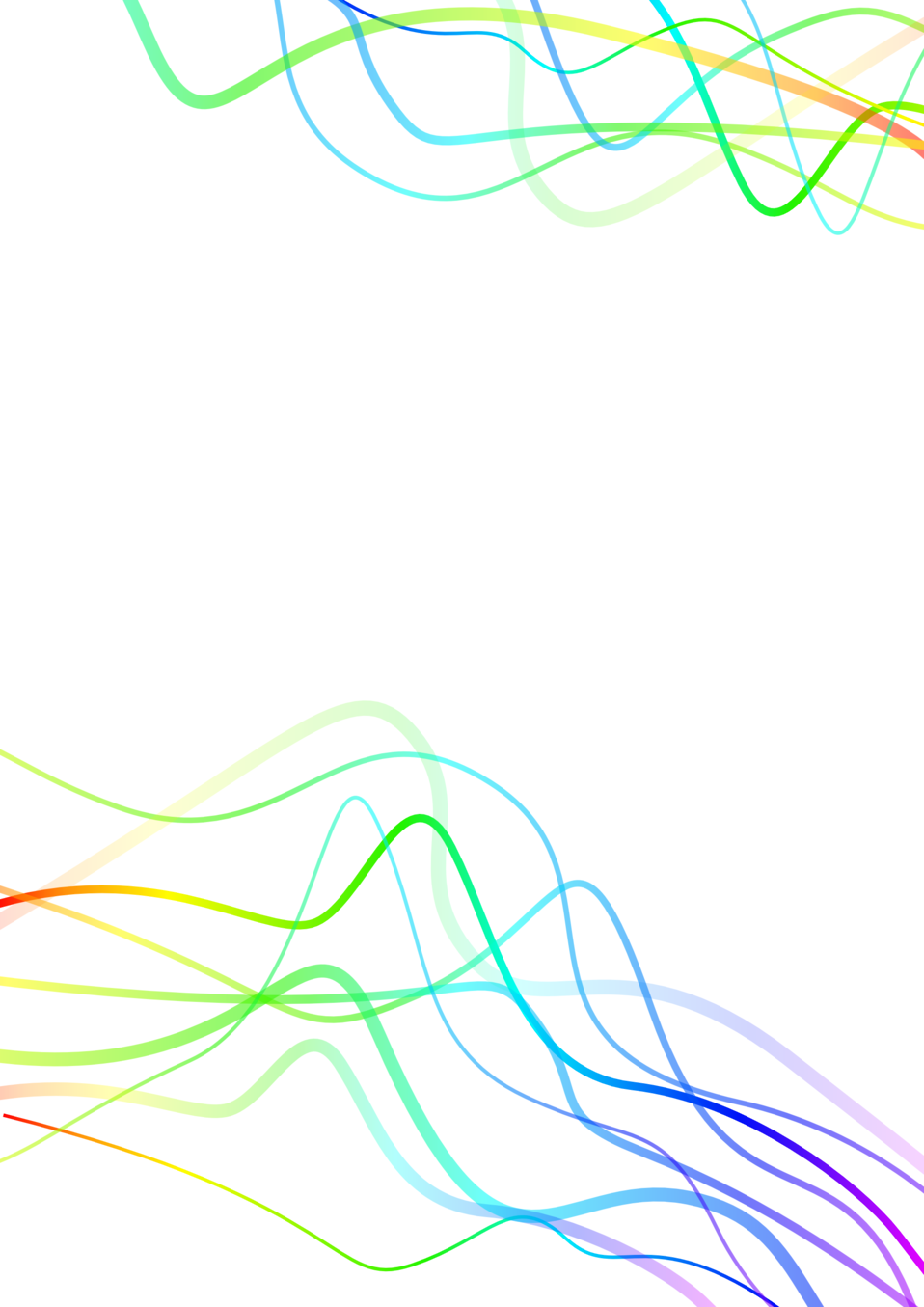
Grafische gebogene Linien auf einem weißen Hintergrund

Eine Linie ist im Teilgebiet der Grafik ein Punkt, der in die Länge gezogen ist, oder eine Verbindung zweier Punkte. Neben Form, Farbe, Textur, Wert und Perspektive ist die Linie Teil der Hauptkomponenten des Designs. Linien können auf unterschiedliche Weise auftreten. Sie können gerade oder gebogen, durchgängig oder gepunktet, dick oder dünn und real oder implizit sein. Sie können verwendet werden, um Struktur und Stimmung in Illustrationen und andere Kunstwerke zu bringen.

## Funktion
Linien erfüllen den Zweck der Trennung von Bereichen in Kunstwerken. Sie werden häufig in Illustrationen verwendet, um das Erkennen von Rändern oder Abgrenzungen des Motivs zu erleichtern, und einzelne Formen zu erschaffen. Vor allem in Cartoon-artigen Illustrationen oder Animationen werden Linien in Form von Umrandungen angewandt, um Formen klarer erkennbar zu machen.
Linien können ein Gefühl oder eine Stimmung in einem Werk erzeugen. Vertikale Linien zeugen von Stärke und Stabilität. Ein Beispiel hierfür ist eine Reihe von Bäumen, die eine Abfolge von vertikalen Linien symbolisiert. Horizontale Linien können ein Gefühl von Ruhe und Passivität erzeugen. Eine Grenze zwischen einem See und der Küste ist ein Beispiel hierfür. Diagonale Linien können Aufregung oder Drama erzeugen. Dies kann beispielsweise durch ein Objekt geschehen, das versetzt in einem Kunstwerk erscheint und dadurch ein Gefühl von Interesse oder Energie erzeugt. 
Künstler benutzen Linien, um den Betrachtenden zu vermitteln, was sie sehen oder wahrnehmen sollen. Es liegt in der Natur der Linie, dass Betrachtende ihrem Verlauf folgen möchten, wodurch Rezipierende zum wichtigsten Objekt oder um das Bild herum geführt werden.

## Formate
| durchgängige Linie |
| gepunktete Linie   |
| gestrichelte Linie |

Linien im Grafikdesign sind nicht zwangsläufig gerade Linien, sondern können in vielen verschiedenen Formen auftreten. Sie können als Gerade oder Kurve erscheinen. Gerade Linien werden häufig genutzt um die Stimmung eines Kunstwerkes herüber zu bringen. Kurven werden oft dazu genutzt, das Auge des Betrachters zu leiten. Beide Arten von Linien werden gewöhnlich dazu genutzt, verschiedene Formen und Objekte zu erschaffen. 
Linien können auch in Länge und Dicke variieren. Alles, was länger als ein einzelner Punkt ist, kann als Linie betrachtet werden, und Linien können bis ins Unendliche weitergeführt werden. Die Nutzung von unterschiedlich dicken und langen Linien innerhalb eines Werks, kann Abwechslung erzeugen und ein Kunstwerk interessanter erscheinen lassen. 
Eine Linie muss nicht immer durchgehend sein, unterbrochene oder implizierte Linien werden in Darstellungen auch häufig verwendet. Eine Folge von Punkten oder Strichen kann immer noch eine Linie sein, da sie dennoch den Zweck einer durchgehenden Linie erfüllen kann. Eine implizierte Linie ist etwas, das das Auge des Betrachters zu einem bestimmten Punkt lenken kann, ohne, dass es sich tatsächlich um eine echte Linie handelt. Eine implizierte Linie kann beispielsweise dadurch entstehen, dass ein Motiv zu etwas hin zeigt oder -schaut. Objekte können auch auf eine gewisse Art und Weise angeordnet sein, die den Fokus auf einen bestimmten Punkt richtet.

## Anwendungsbereiche
- Als Fahrbahnmarkierung stehen unterschiedliche Linien für verschiedene Verkehrsregelungen
- In Illustrationen kreieren sie Grenzen
- In der Kunst werden sie verwendet, um Stimmung oder Aufregung zu kreieren